# Distretto di Man'kivka
Il distretto di Man'kivka (in ucraino Маньківський район?) era un distretto (rajon) dell'Ucraina, situato nell'oblast' di Čerkasy. Il suo capoluogo era Man'kivka. È stato soppresso con la riforma amministrativa del 2020.